# Канада (философ)
Канада (санскрит: कणाद) е древноиндийски философ, основател на философската школа вайшешика, автор на трактата Вайшешика-сутра или Канада-сутра. Автор е и на учението за атомите, явявайки се един от първите атомисти. Името му Канада (или Кананда, или Канабакша) означава консуматор на атоми.

## Философия
Школата, основана от Канада, обяснява света с помощта на атомистична теория, разработвана в дух на логика и реализъм. Това е една от най-ранните известни систематични реалистични онтологии в човешката история. Канада предполага, че всяко разделяне на предмет на части с все по-малки размери има предел, достиган при най-малките единици материя, които не могат да се делят повече. Те са вечни, обединяват се по различни начини, като така създадат сложни вещества и тела с уникална идентичност. Това е основата за всяко материално съществуване.
Идеите на Канада оказват влияние върху други школи на индуизма. Историята му е тясно свързана с школата на индуската философия няя.